# 轴承
軸承，又稱培林（英文：bearing），機械專有用詞，是承托轉軸的機件。當其他機件在軸上彼此產生相對運動時，軸承可以用來保持軸的中心位置，起到支撑旋轉體的作用。其又可專門解作走珠，即為絕大部份構成整個軸承，用作可與轉軸互相滾動，及使轉軸轉動時產生的摩擦力減至最低的部件。

## 历史和发展
早期的直线运动轴承形式，就是一排在撬板下放置一排木杆。这个技术或许可以追溯到修建卡夫拉金字塔的时候，虽然还没有明确的证据。现代直线运动轴承使用的是同一种工作原理，只不过有时用球代替滚子。   
最早的滑动和滚动体轴承是木制的。陶瓷、蓝宝石或者玻璃也有使用，钢、铜、其他金属、塑料（比如尼龙、胶木、特氟隆和UHMWPE）都被普遍使用。   
从重载车轮轴和机床主轴到精密的钟表零件，很多场合都需要旋转轴承。最简单的旋转轴承是轴套轴承，它只是一个夹在车轮和轮轴之间的衬套。这种设计随后被滚动轴承替代，就是用很多圆柱形的滚子替代原先的衬套，每个滚动体就像一个单独的车轮。最早投入实用的带有保持架的滚动轴承是钟表匠约翰·哈里逊于1760年为制作H3计时计而发明的。   
在意大利内米湖发现的一艘古罗马船只上，发现了早期的球轴承的实例。这个木制球轴承是用来支撑旋转桌面的。这艘船建造于公元前40年。据说達文西在1500年左右曾经对一种球轴承进行过描述。球轴承的各种不成熟因素中，有很重要的一点就是球之间会发生碰撞，造成额外的摩擦。但是可以通过把球放进一个个小笼里防止这种现象。17世纪，伽利略对“固定球”的，或者“笼装球”的球轴承做过最早的描述。但在随后相当长的时间里，在机器上安装轴承一直没有实现。第一个关于球沟道的专利是卡马森的菲利普·沃恩在1794年获得的。   
1883年，弗里德里希·费舍尔提出了使用合适的生产机器磨制大小相同、圆度准确的钢球的主张。这奠定了创建独立的轴承工业的基础。“Fischers Automatische Gußstahlkugelfabrik”或者“Fischer Aktien-Gesellschaft”的首字母组合后来成了商标，在1905年7月29日注册。1962年，这个商标作了修改并沿用至今，并在1979年成为了公司不可分割的一部分。   
1907年，SKF球轴承工厂的斯文·温奎斯特设计了最早的现代自调心球轴承。

## 分类
| 軸套                                                              | 滑动摩擦，摩擦系数0.05-0.35。                                                          | 低～极高                         | 低～极高（取决于应用环境和润滑）                                                     | 应用广泛，摩擦阻力大，寿命可以比滚动轴承长或短                               |
| 微型軸承                                                          | 滚动摩擦，摩擦系数0.005-0.125。                                                        | 中～高(需要冷却)                 | 中～高 (取决于润滑，往往需要维护)                                                    | 应用广泛                                                                     |
| 寶石軸承                                                          | Off-center bearing rolls in seating，摩擦系数低                                        | 低                               | 充足（需要维护）                                                                     | 主要用于在低负载，高精密的工作如钟表。其体积可以非常小.                      |
| 流體軸承                                                          | 液体被强制注入两个面之间，并使轴承的边缘保持密封，摩擦力非常小                         | 非常高（通常仅限于几百英尺每秒） | 在某些应用中几乎无限。在某些情况下，可能在启动，停止时卡住。通常情况下可以忽略维护。 | 可以處理非常大的負荷，低摩擦。                                               |
| 磁悬浮轴承                                                        | 无接触面，速度为0时，摩擦力为0。但运动时会产生涡流损耗。如果是静态磁场，可以忽略摩擦力 | 无實際的限制                     | 不明确，免维护                                                                       | 有源磁力轴承需要相当大的电能。但Electrodynamic bearings (EDB) 不需要额外电能 |
| 撓性軸承                                                          | 受弯曲和压迫的运动，摩擦系数很低                                                       | 非常高                           | 取決於材料和應用的應變非常高或低的。 通常免維護                                      | 范围有限，无背隙，非常平滑                                                   |
| †当轴承上的负载变化导致间隙变化时，刚度会变化。它不同于摩擦轴承。 |                                                                                        |                                  |                                                                                      |                                                                              |

按照相对运动的接触形式分为：滚珠轴承、滾針轴承、圓錐滾柱轴承、滑动轴承、挠性轴承、空气轴承、磁悬浮轴承、寶石轴承、含油軸承。 

### 滚动轴承
工业中常用的滚动轴承：

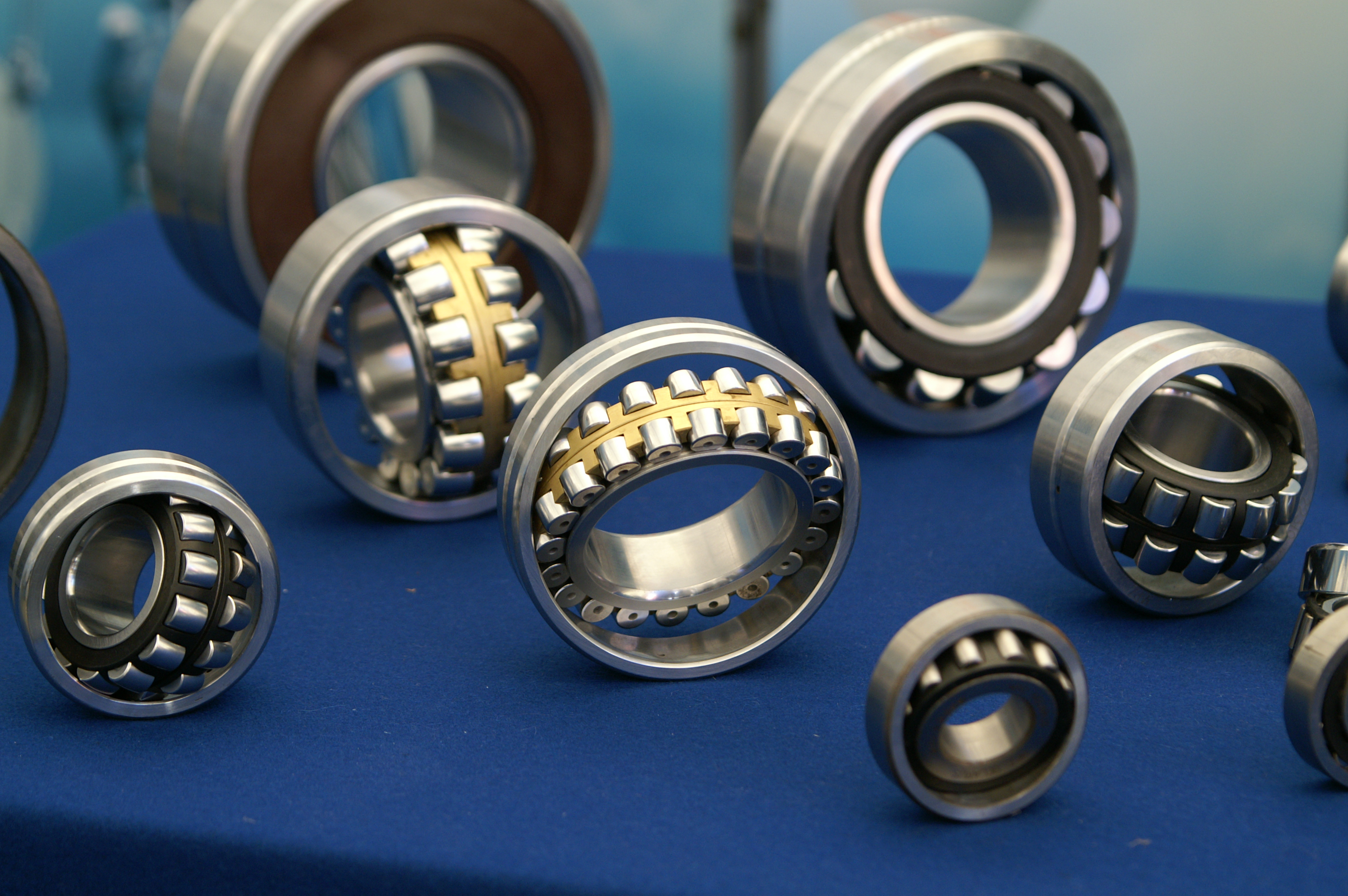
几种滚动轴承

球轴承原理示意

- 深沟球轴承：最具代表性的滚动轴承，一般承受纯径向载荷，也可同时承受较小的轴向载荷。
- 滚子轴承、滚针轴承
- 调心球轴承，调心滚子轴承
- 角接触轴承
- 推力轴承、推力圆柱滚子轴承
- 直线轴承
- 关节轴承
- 冲压轴承
- 杆端轴承
- 流體軸承

## 型号
| 代号 | 轴承类型         | 代号 | 轴承类型                             |
| ---- | ---------------- | ---- | ------------------------------------ |
| 0    | 双列角接触球轴承 | 6    | 深沟球轴承                           |
| 1    | 调心球轴承       | 7    | 角接触球轴承                         |
| 2    | 调心滚子轴承     | 8    | 推力圆柱滚子轴承                     |
| 2    | 推力调心滚子轴承 | N    | 圆柱滚子轴承，双列或多列用字母NN表示 |
| 3    | 圆锥滚子轴承     | U    | 外球面球轴承                         |
| 4    | 双列深沟球轴承   | QJ   | 四点接触球轴承                       |
| 5    | 推力球轴承       |      |                                      |

## 標準壽命
標準壽命
| 工作條件                                    | 壽命時間（Lh） | 實例                                                                                 |
| ------------------------------------------- | -------------- | ------------------------------------------------------------------------------------ |
| 短時間工作。                                | 500            | 廣告用機械、滑門輥等雜零件，方向指示器。                                             |
| 短時間或斷續工作 即使發生故障亦無嚴重後果。 | 4000~8000      | 手用工具、工廠升降機、一般手動機械起重機、家庭用機器、農耕機械。                     |
| 雖屬斷續工作但需要確實之傳動時。            | 8000~ 10300    | 發電廠、發電所用輔助機械、裝配作業之運送機升降機、裝卸起重機 等 不常用之工作機械。   |
| 每日運轉8小時，未達最高運轉狀態。           | 10300~20000    | 工廠電動機、一般齒輪裝置。                                                           |
| 每日運轉8小時，在最高運轉狀態。             | 20000~30000    | 使用於機械工廠之一般機械 常時操作之起重機、送風機之中間傳動軸。                      |
| 每日連續運轉24小時。                        | 45000~60000    | 分離機、壓縮機、泵、運送機。                                                         |
| 每日連續運轉24小時，且絕對不可停止。        | 100000~200000  | 發電廠、發電所公共設施之機械裝置、礦山扬水泵、自來水供水裝置、船舶用之連續使用機械。 |

## 維護和潤滑
許多軸承需要定期保養，以防止過早失效。儘管一些如液態軸承和磁性軸承可能需要少量的維護，大部分軸承在高週期操作需要定期潤滑和清潔，並可能需要調整，以最大限度地減少磨損的影響。
無密封型軸承往往有一個油嘴，定期潤滑用黃油槍，或定期填充油的油杯。在20世紀70年代之前，沒有遇到過的密封軸承，大部分的機械，注油潤滑是一種較為常見的比今天的活動。例如，用於需要“潤滑作業”幾乎經常發動機油的變化，但今天的汽車底盤汽車底盤大多是密封的生活。從18世紀後期通過1900年中期，行業依靠許多工人稱經常注油潤滑機械與油罐。
今天，工廠的機器通常有潤滑系統，其中中央泵提供定期潤滑線油或油脂，依此類推。 偶爾需要時，這種潤滑油週期的時間和數量控制機器的電腦控制，如PLC或CNC，以及手動操作功能。這個自動化的過程，是所有現代數控機床和其他許多現代化的工廠機器如何進行潤滑。類似的潤滑油系統還用於在非自動化的機器上，在這種情況下，有一個手壓泵，機床操作者應該泵在不斷使用的機器，每天一次（或每週一次）。這些被稱為一次性系統從他們的主要賣點：一個把手一拉，潤滑油，而不是整機ALEMITE槍一打泵或油可以在機器周圍的十幾個不同的位置。
一個現代化的汽車或卡車引擎的內部潤滑系統在概念上類似於上述潤滑油系統，除了連續抽油。這種油流通過端口直接連接到軸承通過鑽孔或發動機缸體和缸蓋鑄造成的通道，和其他地方提供的油浴中噴出。
許多軸承在高循環產業化經營需要定期潤滑和清潔，以及許多需要不定期的調整，如預負荷調整，減少磨損的影響。
軸承壽命受平時保持清潔和良好的潤滑影響很大。然而，許多工程應用上的限制使得維護保養有困難。

### 引用
1. ↑  《機械設計製造手冊》，全華圖書股份有限公司，ISBN 978-957-21-4069-7